# Pentazocină
Pentazocina este un analgezic opioid sintetic utilizat în tratamentul durerilor moderate până la severe și cronice. Căile de administrare disponibile sunt intravenoasă și orală.

## Farmacologie
Pentazocina este în principal un agonist al receptorilor opioizi κ (KOR), dar acționează și ca antagonist slab al receptorilor opioizi μ (MOR).